# Mimetus contrarius
Espèce
Synonymes
- Phobetinus contrarius Zeng, Irfan & Peng, 2019

Mimetus contrarius est une espèce d'araignées aranéomorphes de la famille des Mimetidae.

## Distribution
Cette espèce est endémique du Yunnan en Chine,. Elle se rencontre dans le xian de Tengchong.

## Description
Le mâle holotype mesure 5,39 mm et la femelle paratype 7,80 mm.

## Systématique et taxinomie
Cette espèce a été décrite sous le protonyme Phobetinus investis par Zeng, Irfan et Peng en 2019. Elle est placée dans le genre Mimetus par Benavides et Hormiga en 2020.

## Publication originale
- Zeng, Irfan & Peng, 2019 : First record of the spider genus Phobetinus (Araneae: Mimetidae) in China, with the description of a new species. Journal of Asia-Pacific Biodiversity, vol. 12, no 4, p. 674-677.